# Station Caen
Station Caen is een spoorwegstation in de Franse gemeente Caen.

## Treindienst
| Serie | Treinsoort | Route                                                               | Bijzonderheden |
| ----- | ---------- | ------------------------------------------------------------------- | -------------- |
| K 2+  | TER (SNCF) | Paris Saint-Lazare – Caen – Lison – Cherbourg                       |                |
| K 2   | TER (SNCF) | Caen – Lison – Cherbourg                                            |                |
| C 12  | TER (SNCF) | Caen – Lison – Granville – Pontorson-Mont-Saint-Michel – Rennes     |                |
| C 13  | TER (SNCF) | Caen – Mézidon – Lisieux                                            |                |
| P 10  | TER (SNCF) | Caen – Lisieux – Serquigny – Elbeuf-Saint-Aubin – Rouen-Rive-Droite |                |